# Internationale Filmfestspiele von Venedig 2025

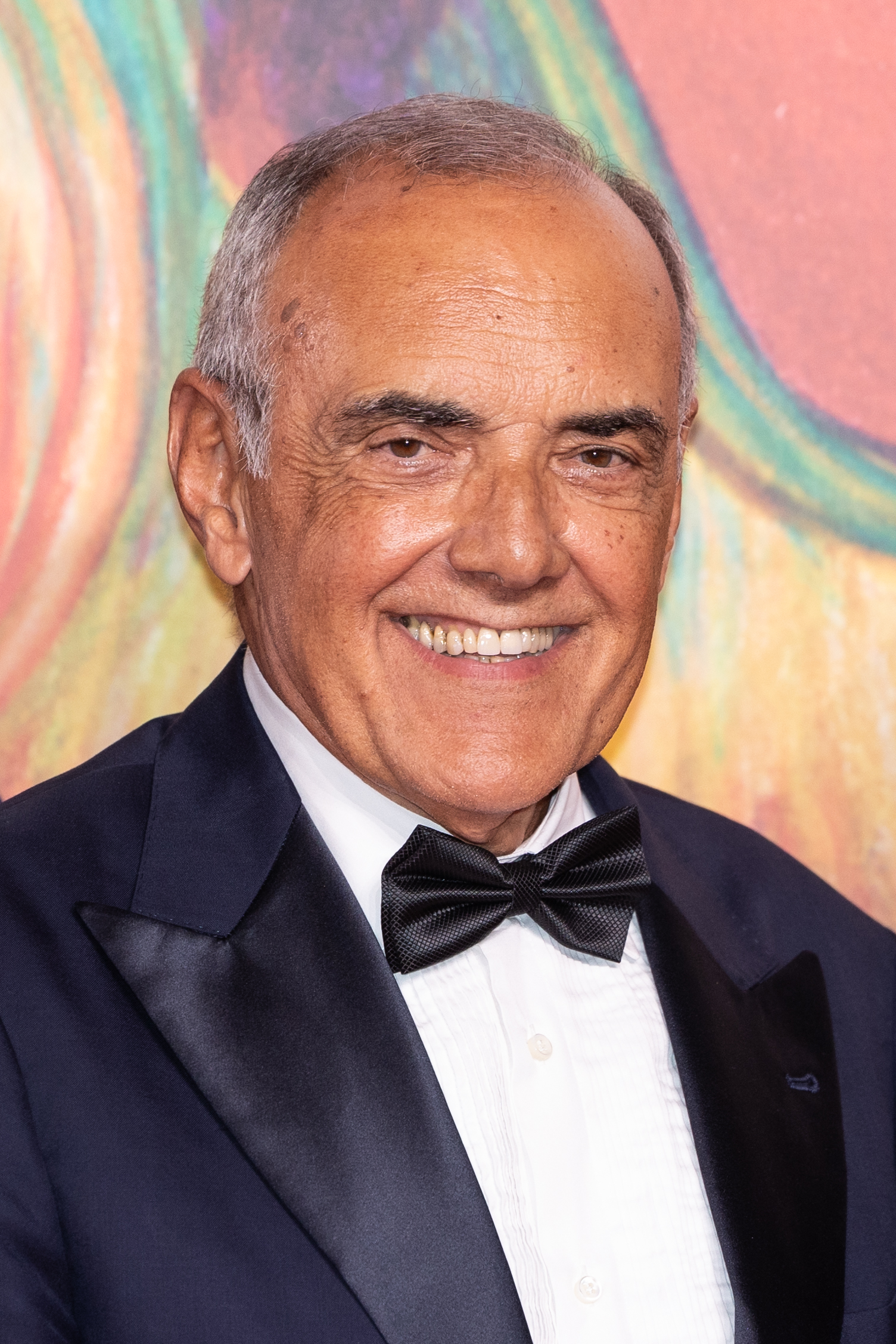
Festivalleiter Alberto Barbera (2024)

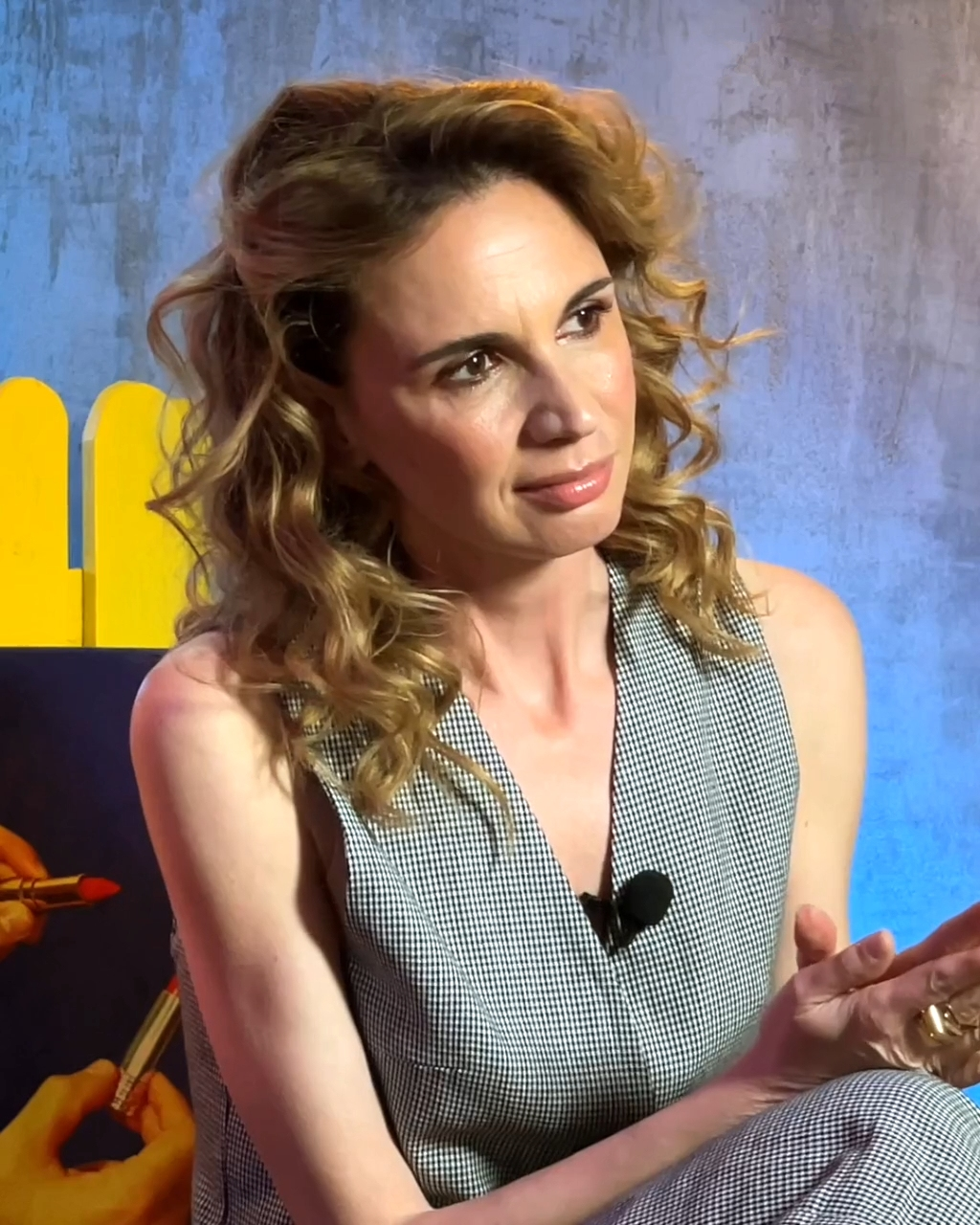
Emanuela Fanelli (2024), Moderatorin der Eröffnungs- und Abschlussgala

Die 82. Internationalen Filmfestspiele von Venedig (italienisch 82. Mostra Internazionale d’Arte Cinematografica) sollen vom 27. August bis zum 6. September 2025 am Lido veranstaltet werden. Sie zählen neben der Berlinale und den Filmfestspielen von Cannes zu den drei bedeutendsten A-Festivals der Welt. Als Eröffnungsfilm wurde La Grazia von Paolo Sorrentino ausgewählt.
Die Auflage steht zum 14. Mal unter der Leitung von Alberto Barbera. Jurypräsident für den Hauptwettbewerb ist der US-amerikanische Regisseur und Drehbuchautor Alexander Payne. Als Moderatorin der Auftaktzeremonie und der abschließenden Preisgala wurde die italienische Schauspielerin und Komikerin Emanuela Fanelli ausgewählt.
Vor Festivalbeginn wurden dem deutsche Regisseur und Drehbuchautor Werner Herzog und der US-amerikanischen Schauspielerin Kim Novak der Goldene Löwe als Ehrenpreis für ein Lebenswerk zuerkannt.

## Hintergrund
Beiträge für das Festival konnten ab Anfang Februar 2025 eingereicht werden. Qualifizieren konnten sich Produktionen, die nach Beendigung der letzten Auflage noch nicht kommerziell vertrieben oder im Internet gezeigt worden waren. Bei den Filmen musste es sich um Uraufführungen handeln und sie durften zuvor auch nicht im Herkunftsland gezeigt worden sein. Spielfilme konnten bis zum 13. Juni, Kurzfilme bis 31. Mai, VR-Produktionen bis 8. Mai und restaurierte Filme bis 5. Mai 2025 eingereicht werden.
Neben dem internationalen Wettbewerb Venezia 82 in dem der beste Film unter maximal 21 eingeladenen Beiträgen mit dem Goldenen Löwen geehrt wird, existieren mit Außerhalb des Wettbewerbs („Out of Competition“, maximal 20 Filme), Orizzonti, Venezia Spotlight (bis 2024 Orizzonti Extra), Venice Classics (restaurierte Filmklassiker sowie Dokumentarfilme) und Venice Immersive (VR-Produktionen) fünf weitere offizielle Sparten.

## Offizielle Sektionen (Auswahl)

### HauptwettbewerbVenezia 82

#### Jury

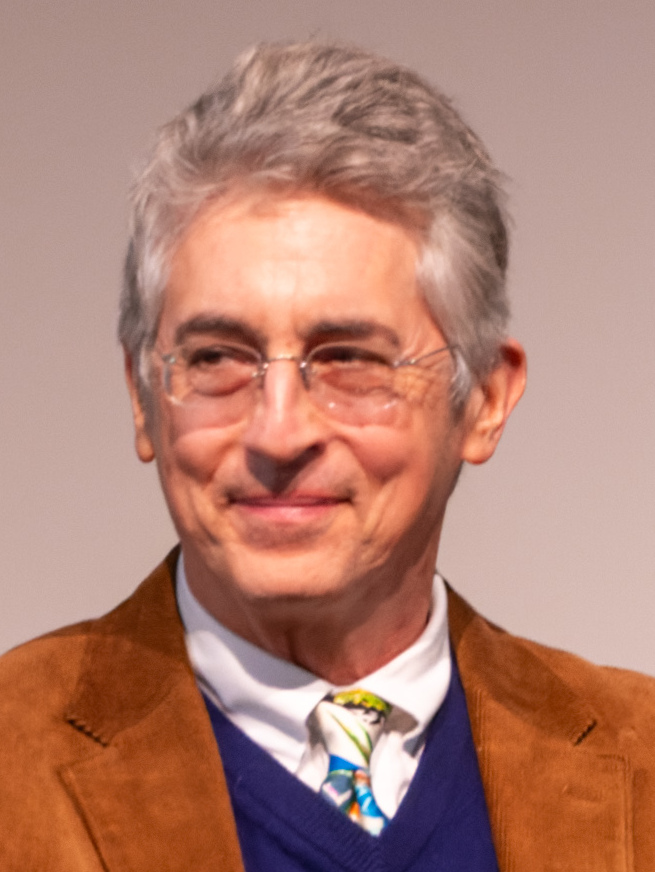
Jurypräsident Alexander Payne (2024)

Als Vorsitzender der internationalen Jury, die unter anderem den Goldenen Löwen für den besten Film des Festivals vergibt, wurde Alexander Payne ausgewählt. Der vielfach preisgekrönte US-amerikanische Filmregisseur, -produzent und Drehbuchautor hatte die Auflage 2017 mit seinem Spielfilm Downsizing eröffnet.
Neben Payne wurden sechs weitere Jurymitglieder benannt, zwei weniger als im Vorjahr. Es handelte sich ausschließlich um Filmschaffende:
- Stéphane Brizé, französischer Regisseur und Drehbuchautor (dreimaliger Teilnehmer am Hauptwettbewerb)
- Maura Delpero, italienische Regisseurin und Drehbuchautorin (Silberner Löwe – Großer Preis der Jury 2024)
- Cristian Mungiu, rumänischer Drehbuchautor, Regisseur und Produzent
- Mohammad Rasulof, iranischer Regisseur, Drehbuchautor und Produzent
- Fernanda Torres, brasilianische Schauspielerin und Autorin
- Zhao Tao, chinesische Schauspielerin

#### Konkurrenten um den Goldenen Löwen
Das vollständige Programm wurde am 22. Juli 2025 durch Alberto Barbera und Pietrangelo Buttafuoco, Präsident der Biennale di Venezia, vorgestellt.
| Film                                                  | Regie                | Land (gemäß Festivalangaben)                            | Darsteller (Auswahl)                                                                                             |
| ----------------------------------------------------- | -------------------- | ------------------------------------------------------- | --- |
| Bugonia                                               | Giorgos Lanthimos    | Vereinigtes Königreich                                  | Emma Stone, Jesse Plemons, Aidan Delbis, Stavros Halkias, Alicia Silverstone                                     |
| Duse                                                  | Pietro Marcello      | Italien                                                 | Valeria Bruni Tedeschi, Fanni Wrochna, Noémie Merlant, Fausto Russo Alesi, Edoardo Sorgente                      |
| Elisa                                                 | Leonardo Di Costanzo | Italien, Schweiz                                        | Barbara Ronchi, Roschdy Zem, Diego Ribon, Valeria Golino                                                         |
| L’Étranger (The Stranger)                             | François Ozon        | Frankreich                                              | Benjamin Voisin, Rebecca Marder, Pierre Lottin, Denis Lavant, Swann Arlaud                                       |
| Father Mother Sister Brother                          | Jim Jarmusch         | USA, Irland, Frankreich                                 | Tom Waits, Adam Driver, Mayim Bialik, Charlotte Rampling, Cate Blanchett, Vicky Krieps                           |
| Un film fatto per Bene (Bravo Bene!)                  | Franco Maresco       | Italien                                                 | Franco Maresco, Umberto Cantone, Marco Alessi, Giuseppe Lo Piccolo, Gino Carista, Melino Imparato, Antonio Rezza |
| Frankenstein                                          | Guillermo del Toro   | USA                                                     | Oscar Isaac, Jacob Elordi, Christoph Waltz, Mia Goth, Felix Kammerer                                             |
| Girl (女孩 Nühai)                                     | Shu Qi               | Taiwan                                                  | Roy Chiu, 9m88, Bai Xiao-Ying                                                                                    |
| La Grazia (Eröffnungsfilm)                            | Paolo Sorrentino     | Italien                                                 | Toni Servillo, Anna Ferzetti                                                                                     |
| A House of Dynamite                                   | Kathryn Bigelow      | USA                                                     | Idris Elba, Rebecca Ferguson, Gabriel Basso, Jared Harris, Tracy Letts                                           |
| Jay Kelly                                             | Noah Baumbach        | USA, Vereinigtes Königreich, Italien                    | George Clooney, Adam Sandler, Laura Dern, Billy Crudup, Riley Keough                                             |
| No Other Choice (어쩔수가없다 Eojjeol suga eopda)     | Park Chan-wook       | Südkorea                                                | Lee Byung-hun, Son Ye-jin, Lee Sung-min, Yeom Hye-ran, Cha Seung-won                                             |
| Orphan (Árva)                                         | László Nemes         | Ungarn, Vereinigtes Königreich, Deutschland, Frankreich | Bojtorján Barábas, Andrea Waskovics, Grégory Gadebois, Elíz Szabó, Sándor Soma                                   |
| À pied d’œuvre                                        | Valérie Donzelli     | Frankreich                                              | Bastien Bouillon, André Marcon, Virginie Ledoyen                                                                 |
| Stille Freundin (Silent Friend)                       | Ildikó Enyedi        | Deutschland, Frankreich, Ungarn                         | Tony Leung Chiu-wai, Luna Wedler, Sylvester Groth, Martin Wuttke, Léa Seydoux                                    |
| The Smashing Machine                                  | Benny Safdie         | USA                                                     | Dwayne Johnson, Emily Blunt                                                                                      |
| Sotto le nuvole (Below the Clouds)                    | Gianfranco Rosi      | Italien                                                 | Dokumentarfilm                                                                                                   |
| The Sun Rises on Us All (日挂 終天 Ri gua zhong tian) | Cai Shangjun         | VR China                                                | Xin Zhilei, Zhang Songwen, Feng Shaofeng                                                                         |
| The Testament of Ann Lee                              | Mona Fastvold        | Vereinigtes Königreich                                  | Amanda Seyfried, Thomasin McKenzie, Lewis Pullman, Stacy Martin, Tim Blake Nelson                                |
| The Voice of Hind Rajab                               | Kaouther Ben Hania   | Tunesien, Frankreich                                    | Amer Hlehel, Clara Khoury, Motaz Malhees, Saja Kilani                                                            |
| The Wizard of the Kremlin (Le mage du Kremlin)        | Olivier Assayas      | Frankreich                                              | Paul Dano, Jude Law, Alicia Vikander, Tom Sturridge, Jeffrey Wright                                              |

### Außer Konkurrenz
Außerhalb der offiziellen Wettbewerbe wurden eine Reihe weiterer Spiel-, Kurz- und Dokumentarfilme sowie Serienprojekte gezeigt. Dazu zählte mit dem französisch Thriller Chien 51 auch der offizielle Abschlussfilm des Festivals.
| Film                                                                          | Regie                                  | Land (gemäß Festivalangaben)                                | Darsteller (Auswahl) / Mitwirkende / Anmerkungen |
| Spielfilme                                                                    | Spielfilme                             | Spielfilme                                                  | Spielfilme |
| ----------------------------------------------------------------------------- | -------------------------------------- | ----------------------------------------------------------- | --- |
| After the Hunt                                                                | Luca Guadagnino                        | USA                                                         | Julia Roberts, Ayo Edebiri, Andrew Garfield, Michael Stuhlbarg, Chloë Sevigny                                                                                                 |
| Chien 51 (Abschlussfilm)                                                      | Cédric Jimenez                         | Frankreich                                                  | Gilles Lellouche, Adèle Exarchopoulos, Louis Garrel, Romain Duris, Valeria Bruni Tedeschi                                                                                     |
| Dead Man’s Wire                                                               | Gus Van Sant                           | USA                                                         | Bill Skarsgård, Dacre Montgomery, Colman Domingo, Cary Elwes, Myha’la, Al Pacino                                                                                              |
| Hateshinaki Scarlet (果てしなきスカーレット)                                  | Mamoru Hosoda                          | Japan                                                       | Animationsfilm |
| In the Hand of Dante                                                          | Julian Schnabel                        | USA, Italien                                                | Oscar Isaac, Gal Gadot, Gerard Butler, Al Pacino, John Malkovich, Martin Scorsese, Jason Momoa, Louis Cancelmi, Franco Nero, Benjamin Clementine                              |
| L’isola di Andrea                                                             | Antonio Capuano                        | Italien                                                     | Teresa Saponangelo, Vinicio Marchioni, Andrea Migliucci |
| The Last Viking (Den Sidste Viking)                                           | Anders Thomas Jensen                   | Dänemark, Schweden                                          | Nikolaj Lie Kaas, Mads Mikkelsen, Sofie Gråbøl, Bodil Jørgensen, Lars Brygmann, Søren Malling, Kardo Razzazi, Nicolas Bro                                                     |
| Il maestro                                                                    | Andrea Di Stefano                      | Italien                                                     | Pierfrancesco Favino, Tiziano Menichelli, Giovanni Ludeno, Dora Romano, Paolo Briguglia, Valentina Bellè, Edwige Fenech                                                       |
| Orfeo                                                                         | Virgilio Villoresi                     | Italien                                                     | Luca Vergoni, Giulia Maenza, Aomi Muyock, Vinicio Marchioni |
| Sermon to the Void (Boşluğa xütbə)                                            | Hilal Baydarov                         | Aserbaidschan, Mexiko, Türkei                               | Huseyn Nasirov, Maryam Naghiyeva, Rana Asgarova, Elshan Abbasov, Orkhan Iskandarli                                                                                            |
| La valle dei sorrisi                                                          | Paolo Strippoli                        | Italien, Slowenien                                          | Michele Riondino, Romana Maggiora Vergano, Giulio Feltri, Paolo Pierobon |
| Dokumentarfilme                                                               |                                        |                                                             | |
| Back Home (Hui jia)                                                           | Tsai Ming-liang                        | Taiwan                                                      | |
| Broken English                                                                | Jane Pollard, Iain Forsyth             | USA                                                         | Porträt über Marianne Faithfull |
| Cover-up                                                                      | Laura Poitras, Mark Obenhaus           | USA                                                         | Dokumentarfilm über Seymour Hersh |
| Dai nostri inviati. La Rai racconta la Mostra del Cinema di Venezia 1990-2000 | Giuseppe Giannotti, Enrico Salvatori   | Italien                                                     | |
| I diari di Angela – Noi due cineasti. Capitolo terzo                          | Yervant Gianikian, Angela Ricci Lucchi | Italien                                                     | |
| Director’s Diary (Zapisnaya knizhka rezhissera)                               | Alexander Sokurow                      | Russland, Italien                                           | |
| Ferdinando Scianna – Il fotografo dell'ombra                                  | Roberto Andò                           | Italien                                                     | |
| Ghost Elephants                                                               | Werner Herzog                          | USA                                                         | |
| Kabul, Between Prayers                                                        | Aboozar Amini                          | Niederlande, Belgien                                        | |
| Kim Novak’s Vertigo                                                           | Alexandre Philippe                     | USA                                                         | Porträt über Kim Novak und ihre Rolle in dem Spielfilm Vertigo (1958) |
| Marc by Sofia                                                                 | Sofia Coppola                          | USA                                                         | Dokumentarfilm über Marc Jacobs |
| My Father and Qaddafi                                                         | Jihan K                                | USA, Libyen                                                 | Porträt über Mansur el-Kechiya |
| (Notes of a True Criminal) (Zapiski Nastoyashego Prestupnika)                 | Oleksandr Rodnjanskyj, Andriy Alferov  | Ukraine, USA                                                | |
| Nuestra Tierra                                                                | Lucrecia Martel                        | Argentinien, USA, Mexiko, Frankreich, Niederlande, Dänemark | Dokumentarfilm über u. a. Javier Chocobar |
| Remake                                                                        | Ross McElwee                           | USA                                                         | |
| The Tale of Silyan                                                            | Tamara Kotevska                        | Nordmazedonien                                              | |
| Sonderprogramm „Cinema & Music“                                               |                                        |                                                             | |
| Nino. 18 giorni                                                               | Toni D’Angelo                          | Italien                                                     | Porträt über Nino D’Angelo |
| Newport and The Great Folk Dream                                              | Robert Gordon                          | USA                                                         | Dokumentarfilm über das Newport Folk Festival |
| Piero Pelù. Rumore dentro                                                     | Francesco Fei                          | Italien                                                     | Porträt über Piero Pelù |
| Serienformate                                                                 |                                        |                                                             | |
| Etty                                                                          | Hagai Levi                             | Frankreich, Deutschland, Niederlande                        | Julia Windischbauer, Sebastian Koch |
| Il mostro                                                                     | Stefano Sollima                        | Italien                                                     | Marco Bullitta, Valentino Mannias, Francesca Olia, Liliana Bottone, Giacomo Fadda, Antonio Tintis, Giordano Mannu                                                             |
| Portobello                                                                    | Marco Bellocchio                       | Italien, Frankreich                                         | Fabrizio Gifuni, Lino Musella, Romana Maggiora Vergano, Barbora Bobulova |
| Un prophète (Folgen 1–8)                                                      | Enrico Maria Artale                    | Frankreich                                                  | Sami Bouajila, Mamadou Sidibé, Ouassini Embarek, Salim Kechiouche, Matthieu Lucci, Naïlia Harzoune, Faued Nabba, Hugo Dillon, Rachid Guellaz, Guilaine Londez, Moussa Maaskri |
| Kurzfilme                                                                     |                                        |                                                             | |
| Boomerang Atomic                                                              | Rachid Bouchareb                       | Frankreich                                                  | Lauflänge: 21 min |
| Goffredo felicissimo?                                                         | Franco Maresco                         | Italien                                                     | Lauflänge 20 min |
| How to Shoot a Ghost                                                          | Charlie Kaufman                        | USA, Griechenland                                           | Jessie Buckley, Josef Akiki; Lauflänge: 27 min |
| Origin                                                                        | Yann Arthus-Bertrand                   | Frankreich                                                  | Lauflänge: 30 min |
| Rukeli                                                                        | Alessandro Rak                         | Italien, Schweden                                           | Animationsfilm, Lauflänge: 5 min |

### Orizzonti

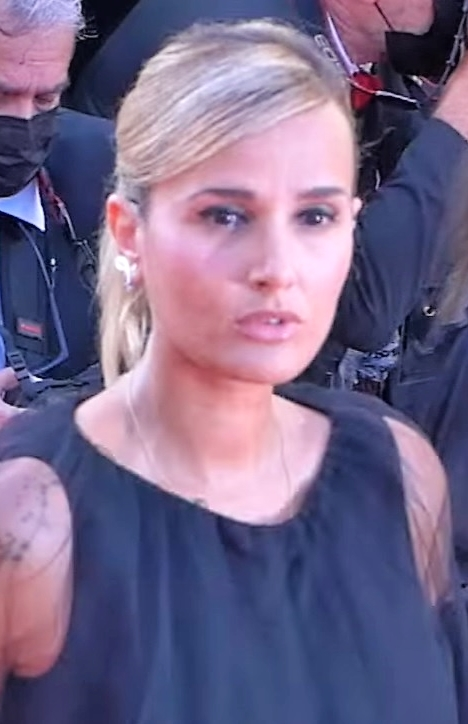
Juryvorsitzende Julia Ducournau (2021)

Die Sektion Orizzonti (dt.: „Horizonte“) widmet sich neuen Trends im internationalen Film und stellt vor allem unkonventionelle Filme vor, darunter Spiel-, Dokumentar- und Experimentalfilme. Es wurden sowohl Kurz- als auch Langfilme akzeptiert.
Als Jurypräsidentin wurde die französische Filmemacherin Julia Ducournau ausgewählt, die folgender Jury vorsteht:
- Yuri Ancarani, italienischer Regisseur und Videokünstler
- Fernando Enrique Juan Lima, argentinischer Filmkritiker
- Shannon Murphy, australische Regisseurin
- RaMell Ross, US-amerikanischer Künstler und Filmregisseur

Insgesamt wurden 19 Beiträge in den Wettbewerb eingeladen. Ähnlich wie im Hauptwettbewerb um den Goldenen Löwen vergibt die Jury den Premio Orizzonti in verschiedenen Kategorien, darunter für den besten Film, Regie, Darsteller und Drehbuch.
| Film                          | Regie                      | Land (gemäß Festivalangaben)                                         | Darsteller (Auswahl)                                                                              |
| ----------------------------- | -------------------------- | -------------------------------------------------------------------- | ------------------------------------------------------------------------------------------------- |
| Un anno di scuola             | Laura Samani               | Italien, Frankreich                                                  | Stella Wendick, Giacomo Covi, Pietro Giustolisi, Samuel Volturno                                  |
| Barrio triste                 | Stillz                     | Kolumbien, USA                                                       | Juan Pablo Baena, Samuel Velazquez, Tomas Tinoco Higuita, Bryan Erlin Garcia, Samuel Andres Celis |
| Divine Comedy (Komedie elahi) | Ali Asgari                 | Iran, Italien, Frankreich, Deutschland, Türkei                       | Bahram Ark, Sadaf Asgari, Hossein Soleimani, Bahman Ark, Mohammad Soori, Amirreza Ranjbaran       |
| En el camino                  | David Pablos               | Mexiko                                                               | Victor Prieto Simental, Osvaldo Sanchez Valenzuela                                                |
| Father (Otec)                 | Tereza Nvotová             | Slowakei, Tschechien, Polen                                          | Milan Ondrík, Dominika Morávková, Aňa Geislerová, Ingrid Timková, Roman Polák                     |
| Funeral Casino Blues          | Roderick Warich            | Deutschland                                                          | Jutamat Lamoon, Wason Dokkathum, Jutarat Burinok                                                  |
| Grand Ciel                    | Akihiro Hata               | Frankreich, Luxemburg                                                | Damien Bonnard, Samir Guesmi, Mouna Soualem                                                       |
| Hiedra                        | Ana Cristina Barragan      | Ecuador, Mexiko, Frankreich, Spanien                                 | Simone Bucio, Francis Eddú Llumiquinga                                                            |
| Human Resource                | Nawapol Thamrongrattanarit | Thailand                                                             | Prapamonton Eiamchan, Paopetch Charoensook, Chanakan Rattana-Udom, Pimmada Chaisaksoen            |
| Late Fame                     | Kent Jones                 | USA                                                                  | Willem Dafoe, Greta Lee, Edmund Donovan                                                           |
| Lost Land (Harà Watan)        | Akio Fujimoto              | Japan, Frankreich, Malaysia, Deutschland                             | Muhammad Shofik Rias Uddin, Shomira Rias Uddin                                                    |
| Milk Teeth (Dinți de lapte)   | Mihai Mincan               | Rumänien, Frankreich, Dänemark, Griechenland, Bulgarien              | Emma Ioana Mogos, Marina Palii, Igor Babiac, Istvan Teglas                                        |
| Mother                        | Teona Strugar Mitevska     | Belgien, Nordmazedonien, Schweden, Dänemark, Bosnien und Herzegowina | Noomi Rapace, Sylvia Hoeks, Nikola Ristanovski                                                    |
| Pin de Fartie                 | Alejo Moguillansky         | Argentinien                                                          | Santiago Gobernori, Cleo Moguillansky, Laura Paredes, Marcos Ferrante, Alejo Moguillansky         |
| Il rapimento di Arabella      | Carolina Cavalli           | Italien                                                              | Benedetta Porcaroli, Lucrezia Guglielmino, Chris Pine, Marco Bonadei, Eva Robin’s                 |
| Rose of Nevada                | Mark Jenkin                | Vereinigtes Königreich                                               | George MacKay, Callum Turner, Francis Magee, Edward Rowe, Rosalind Eleazar                        |
| Songs of Forgotten Trees      | Anuparna Roy               | Indien                                                               | Naaz Shaikh, Sumi Baghel, Bhusan Shimpi, Ravi S. Mann, Pritam Pilania                             |
| The Souffleur                 | Gastón Solnicki            | Österreich, Argentinien                                              | Willem Dafoe, Lilly Lindner, Claus Philip, Stephanie Argerich, Gastón Solnicki                    |
| Strange River (Estrany riu)   | Jaume Claret Muxart        | Spanien, Deutschland                                                 | Jan Monter, Nausicaa Bonnín, Francesco Wenz, Jordi Oriol, Bernat Solé                             |

| Film | Regie                      | Land (gemäß Festivalangaben)                             | Länge (in min) |
| Wettbewerb | Wettbewerb                 | Wettbewerb                                               | Wettbewerb     |
| --- | -------------------------- | -------------------------------------------------------- | -------------- |
| Coyotes | Said Zagha                 | Palästina, Frankreich, Jordanien, Vereinigtes Königreich | 20’            |
| The Curfew | Shehrezad Maher            | USA                                                      | 19’            |
| I Hear It Still | Constance Bonnot           | Frankreich                                               | 16’            |
| Kushta Mayn, la mia Costantinopoli                                                                                   | Nicolò Folin               | Italien                                                  | 19’            |
| The Lifeline (La ligne de vie)                                                                                       | Hugo Becker                | Frankreich                                               | 20’            |
| Lion Rock | Nick Mayow, Prisca Bouchet | Neuseeland                                               | 16’            |
| Merrimundi | Niles Atallah              | Chile                                                    | 21’            |
| Norheimsund | Ana Alpizar                | Kuba, USA                                                | 12’            |
| The Origin of the World (El origen del mundo)                                                                        | Jazmin Lopez               | Argentinien                                              | 12’            |
| Praying Mantis | Joe Hsieh, Yon Fan         | Taiwan, Hongkong                                         | 18’            |
| Saint Siméon | Olubunmi Ogunsola          | Nigeria                                                  | 18’            |
| A Soil A Culture A River A People (You jian chui yan)                                                                | Viv Li                     | Deutschland, Belgien, VR China                           | 15’            |
| Unavailable (Nedostupni)                                                                                             | Kyrylo Zemlyanyi           | Ukraine, Frankreich, Belgien, Bulgarien, Niederlande     | 20’            |
| Without Kelly (Utan Kelly)                                                                                           | Lovisa Sirén               | Schweden                                                 | 15’            |
| Kurzfilm-Hommage der neuseeländischen Filmhochschule A Wave in the Ocean (AWITO) von Jane Campion (Sponsor: Netflix) |                            |                                                          |                |
| The Brightness | Freya Silas Finch          | Neuseeland                                               | 13’            |
| The Girl Next Door                                                                                                   | Mingjian Cui               | Neuseeland                                               | 14’            |
| Girl Time | Eleanor Bishop             | Neuseeland                                               | 12’            |
| In Conversation with Jack Maurer                                                                                     | Hash Perambalam            | Neuseeland                                               | 14’            |
| Kurī | Ana Chaya Scotney          | Neuseeland                                               | 13’            |
| Socks | Todd Karehana              | Neuseeland                                               | 12’            |
| A Very Good Boy | Samuel Te Kani             | Neuseeland                                               | 17’            |

### Venezia Spotlight
Die Sektion Venezia Spotlight (bis 2024 „Orizzonti Extra“) präsentiert für das Publikum gemachte, innovative Spielfilme verschiedener Genres.
| Film                                                                                             | Regie                       | Land (gemäß Festivalangaben)                         | Darsteller (Auswahl) |
| ------------------------------------------------------------------------------------------------ | --------------------------- | ---------------------------------------------------- | --- |
| Ammazzare stanca. Autobiografia di un assassino (Tired of Killing. Autobiography of an Assassin) | Daniele Vicari              | Italien                                              | Gabriel Montesi, Vinicio Marchioni, Selene Caramazza, Andrea Fuorto, Thomas Trabacchi, Pier Giorgio Bellocchio, Rocco Papaleo |
| Calle Malaga                                                                                     | Maryam Touzani              | Marokko, Frankreich, Spanien, Deutschland, Belgien   | Lamar Faden, Khairiah Nathmy, Nawaf Al-Dhufairy, Raghad Bokhari, Abdulsalam Alhawiti                                          |
| Hijra                                                                                            | Shahad Ameen                | Saudi-Arabien, Irak, Ägypten, Vereinigtes Königreich | Lamar Faden, Khairiah Nathmy, Nawaf Al-Dhufairy, Raghad Bokhari, Abdulsalam Alhawiti                                          |
| It Would Be Night in Caracas (Aún es de noche en Caracas)                                        | Mariana Rondón, Marité Ugás | Mexiko, Venezuela                                    | Natalia Reyes, Moisés Angola, Sheila Monterola, Édgar Ramírez, Samantha Castillo                                              |
| A Loose End (Un cabo suelto)                                                                     | Daniel Hendler              | Uruguay, Argentinien, Spanien                        | Sergio Prina, Pilar Gamboa, Alberto Wolf                                                                                      |
| Made in EU                                                                                       | Stephan Komandarev          | Bulgarien, Deutschland, Tschechien                   | Gergana Pletnyova, Todor Kotsev, Gerasim Georgiev, Anastasia Ingilizova, Ivaylo Hristov                                       |
| Motor City                                                                                       | Potsy Ponciroli             | USA                                                  | Shailene Woodley, Alan Ritchson, Ben Foster, Amar Chadha-Patel, Ben McKenzie, Lionel Boyce                                    |
| Silent Rebellion (À bras-le-corps)                                                               | Marie-Elsa Sgualdo          | Schweiz, Frankreich, Belgien                         | Lila Gueneau, Grégoire Colin, Thomas Doret, Aurélia Petit, Sandrine Blancke, Sasha Gravat Harsch, Tamara Semelet              |

### Venice Classics
Diese Sektion zeigt eine Auswahl aktueller restaurierter Filmklassiker sowie Dokumentarfilme über das Kino oder einzelne Künstler. Der italienische Filmemacher Tommaso Santambrogio wurde als Jurypräsident berufen. Er vergibt mit 24 Filmstudenten an italienischen Universitäten Preise für den besten restaurierten Film und den besten Dokumentarfilm.
| Originaltitel                              | Deutscher bzw. internationaler Titel | Regie                                | Produktionsland                      | Erscheinungsjahr                     |
| Wettbewerb – Restaurierte Spielfilme       | Wettbewerb – Restaurierte Spielfilme | Wettbewerb – Restaurierte Spielfilme | Wettbewerb – Restaurierte Spielfilme | Wettbewerb – Restaurierte Spielfilme |
| ------------------------------------------ | ------------------------------------ | ------------------------------------ | ------------------------------------ | ------------------------------------ |
| 3:10 to Yuma                               | Zähl bis drei und bete               | Delmer Daves                         | USA                                  | 1957                                 |
| Àiqíng wànsuì (愛情萬歲)                   | Vive l’Amour – Es lebe die Liebe     | Tsai Ming-liang                      | Taiwan                               | 1994                                 |
| Aniki-Bóbó                                 | Aniki-Bóbó                           | Manoel de Oliveira                   | Portugal                             | 1942                                 |
| Bashu, gharibeye koochak                   | Bashu – Der kleine Fremde            | Bahram Bayzai                        | Iran                                 | 1986                                 |
| The Delicate Delinquent                    | Der Held von Brooklyn                | Don McGuire                          | USA                                  | 1957                                 |
| Do Bigha Zamin (दो बीघा ज़मीन)                  | Zwei Hektar Land                     | Bimal Roy                            | Indien                               | 1953                                 |
| House of Strangers                         | Blutsfeindschaft                     | Joseph L. Mankiewicz                 | USA                                  | 1949                                 |
| Kagi (鍵)                                  | Kagi                                 | Kon Ichikawa                         | Japan                                | 1959                                 |
| Kaidan                                     | Kwaidan                              | Masaki Kobayashi                     | Japan                                | 1965                                 |
| Lolita                                     | Lolita                               | Stanley Kubrick                      | USA                                  | 1962                                 |
| Il magnifico cornuto                       | Cocü                                 | Antonio Pietrangeli                  | Italien, Frankreich                  | 1964                                 |
| Mark of the Renegade                       | Das Zeichen des Verräters            | Hugo Fregonese                       | USA                                  | 1951                                 |
| Matador                                    | Matador                              | Pedro Almodóvar                      | Spanien                              | 1986                                 |
| Przypadek                                  | Der Zufall möglicherweise            | Krzysztof Kieślowski                 | Polen                                | 1981                                 |
| Le quai des brumes                         | Hafen im Nebel                       | Marcel Carné                         | Frankreich                           | 1938                                 |
| Roma ore 11                                | Es geschah Punkt 11                  | Giuseppe De Santis                   | Italien                              | 1952                                 |
| Lo spettro                                 | k. A.                                | Riccardo Freda                       | Italien                              | 1963                                 |
| Ti ho sposato per allegria                 | k. A.                                | Luciano Salce                        | Italien                              | 1967                                 |
| Außer Konkurrenz – Restaurierte Spielfilme |                                      |                                      |                                      |                                      |
| Queen Kelly                                | Queen Kelly                          | Erich von Stroheim                   | USA                                  | 1929                                 |

| Originaltitel                                      | Regie                            | Produktionsland                    | Anmerkung                                                  |
| -------------------------------------------------- | -------------------------------- | ---------------------------------- | ---------------------------------------------------------- |
| Boorman and the Devil                              | David Kittredge                  | USA                                | Porträt über den Spielfilm Exorzist II – Der Ketzer (1977) |
| Elvira Notari. Oltre il silenzio                   | Valerio Ciriaci                  | Italien, USA                       | Dokumentarfilm über Elvira Notari                          |
| Holofiction                                        | Michal Kosakowski                | Deutschland, Österreich            | Holocaustfilme im Porträt                                  |
| Louis Malle, le révolté                            | Claire Duguet                    | Frankreich                         | Dokumentarfilm über Louis Malle                            |
| Mata Hari                                          | Joe Beshenkovsky, James A. Smith | USA                                |                                                            |
| Megadoc                                            | Mike Figgis                      | USA                                | Making-of-Dokumentation zum Spielfilm Megalopolis (2024)   |
| Memory of the Forgotten (Memoria de los olvidados) | Javier Espada                    | Spanien, Mexiko, USA               | Porträt über den Spielfilm Die Vergessenen (1950)          |
| Sangre Del Toro                                    | Yves Montmayeur                  | Frankreich, Vereinigtes Königreich | Dokumentarfilm über Guillermo del Toro                     |
| The Ozu Diaries                                    | Daniel Raim                      | USA                                | Porträt über Ozu Yasujirō                                  |

## Unabhängige Filmreihen

### Settimana Internazionale della Critica
Parallel zum Festival präsentiert die Settimana Internazionale della Critica (SIC; dt.: „Internationale Kritikerwoche“) sieben Werke von Debütregisseuren, die ebenfalls mit Preisen ausgezeichnet werden. Außer Konkurrenz werden zwei Sondervorführungen organisiert. Die Nebensektion wird von der italienischen Filmkritikervereinigung Sindacato Nazionale Critici Cinematografici Italiani (SNCCI) organisiert.
Beiträge konnten bis zum 20. Juni 2025 eingereicht werden. Das vollständige Programm wurde Ende Juli präsentiert.
| Film                                            | Regie                                 | Land (gemäß Festivalangaben)                                             | Darsteller (Auswahl) / Anmerkung                                                   |
| Wettbewerb                                      | Wettbewerb                            | Wettbewerb                                                               | Wettbewerb                                                                         |
| ----------------------------------------------- | ------------------------------------- | ------------------------------------------------------------------------ | ---------------------------------------------------------------------------------- |
| AGON                                            | Giulio Bertelli                       | Italien, USA, Frankreich                                                 | Yile Vianello, Alice Bellandi, Sofjia Zobina                                       |
| Cotton Queen                                    | Suzannah Mirghani                     | Deutschland, Frankreich, Palästina, Ägypten, Qatar, Saudi-Arabien, Sudan | Mihad Murtada, Rabha Mohamed Mahmoud, Talaat Fareed, Haram Bisheer                 |
| Gorgonà                                         | Evi Kalogiropoulou                    | Griechenland, Frankreich                                                 | Melissanthi Mahut, Aurora Marion, Christos Loulis, Kostas Nikouli, Stavros Svigkos |
| Ish                                             | Yanis Koussim                         | Algerien, Frankreich, Qatar, Saudi-Arabien                               | Farhan Hasnat, Yahya Kitana, Avin Shah, Sudha Bhuchar, Joy Crookes                 |
| Roqia                                           | Alexandra Simpson                     | Algerien, Frankreich, Qatar, Saudi-Arabien                               | Ali Namous, Akram Djeghim, Mostefa Djadjam, Hanaa Mansour, Lydia Hanni             |
| Straight Circle                                 | Oscar Hudson                          | Vereinigtes Königreich                                                   | Luke Tittensor, Elliott Tittensor, Neil Maskel                                     |
| Waking Hours (Ore di veglia)                    | Federico Cammarata, Filippo Foscarini | Italien                                                                  | Dokumentarfilm                                                                     |
| Sonderaufführungen                              |                                       |                                                                          |                                                                                    |
| Stereo Girls (Les immortelles) (Eröffnungsfilm) | Caroline Deruas Peano                 | Frankreich, Kanada                                                       | Lena Garrel, Louiza Aura, Emmanuelle Béart, Vahina Giocante, Aymeric Lompret       |
| 100 Nights of Hero (Abschlussfilm)              | Julia Jackman                         | Vereinigtes Königreich                                                   | Emma Corrin, Nicholas Galitzine, Maika Monroe                                      |

### Giornate degli Autori
Seit 2004 organisiert die Non-Profit-Organisation Associazione culturale Giornate degli Autori in Zusammenarbeit mit den italienischen Berufsverbänden für Filmregisseure (ANAC) und Autoren (100autori) die Nebensektion Giornate degli Autori. Sie wurde von Reihe Quinzaine des réalisateurs des Filmfestivals von Cannes inspiriert und präsentiert zehn Filmbeiträge. Die Giornate degli Autori legt Wert auf qualitativ hochwertiges Kino mit besonderem Augenmerk auf Innovation, Forschung, Originalität und Unabhängigkeit. Begleitet wird das Programm von zahlreichen Sonderveranstaltungen.
Beiträge konnten bis zum 16. Juni 2025 eingereicht werden. Die Filmauswahl obliegt Gaia Furrer, die von einem Auswahlkomitee unterstützt wird.
Als Präsident der Jury, die einen Preis für den besten Film der Sektion vergibt, wurde der norwegische Filmemacher Dag Johan Haugerud ausgewählt. Das vollständige Programm und weitere Jurymitglieder sollen offiziell Ende Juli vorgestellt werden.

## Auszeichnungen
- Goldene Löwe als Ehrenpreis für ein Lebenswerk: Werner Herzog und Kim Novak[15]

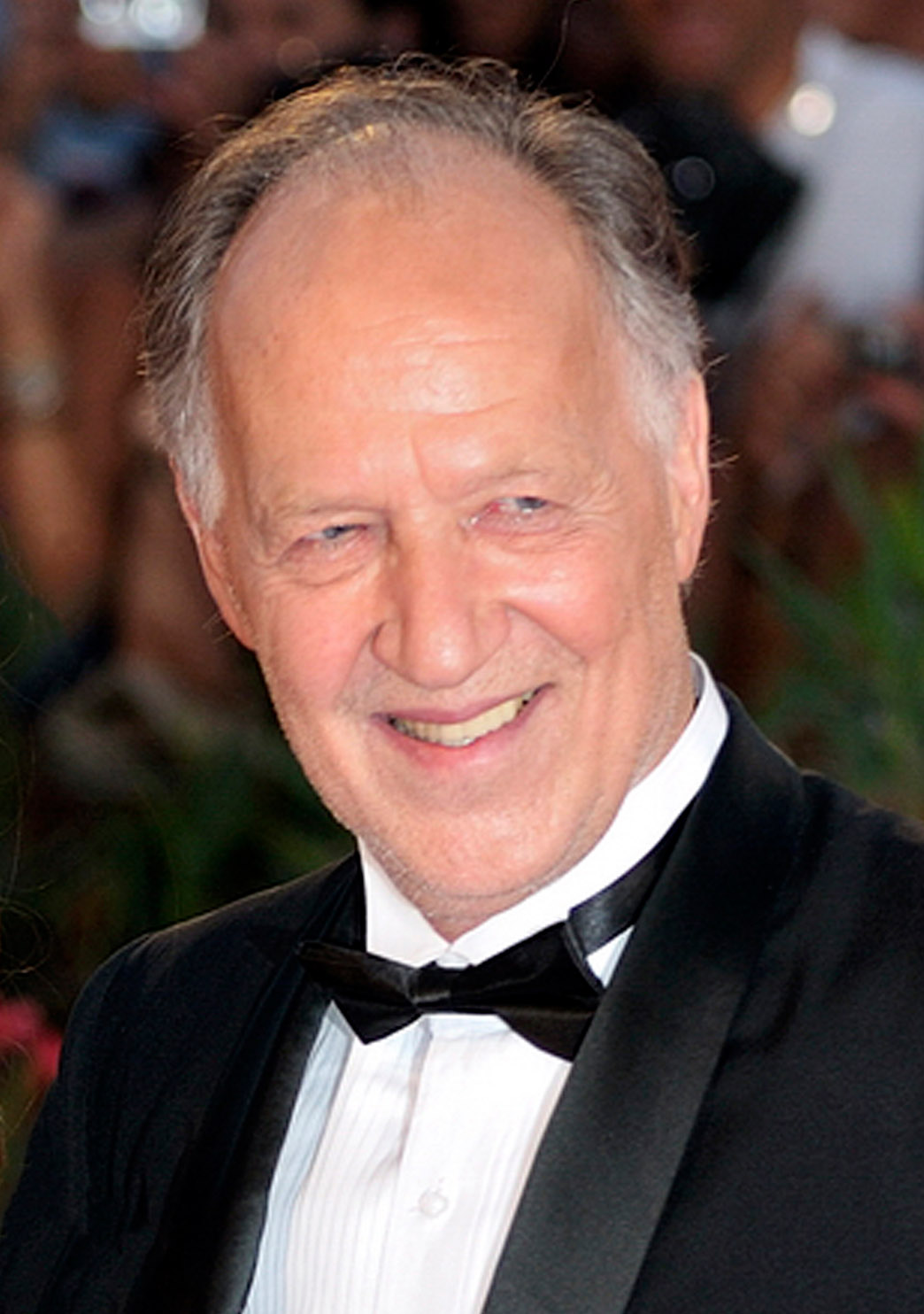
Werner Herzog (2009)
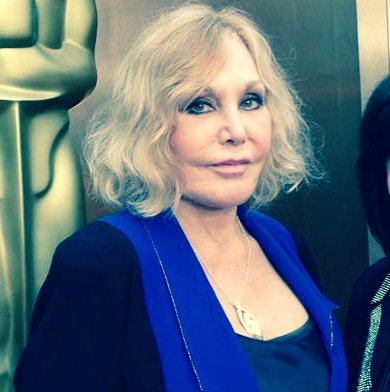
Kim Novak (2014)